# Bureschiana raitchevi
Bureschiana raitchevi es una especie de escarabajo del género Bureschiana, familia Leiodidae. Fue descrita por Pier Mauro Giachino en 1995.

## Distribución
Se encuentra en Bulgaria.